# Sibéria (ópera)

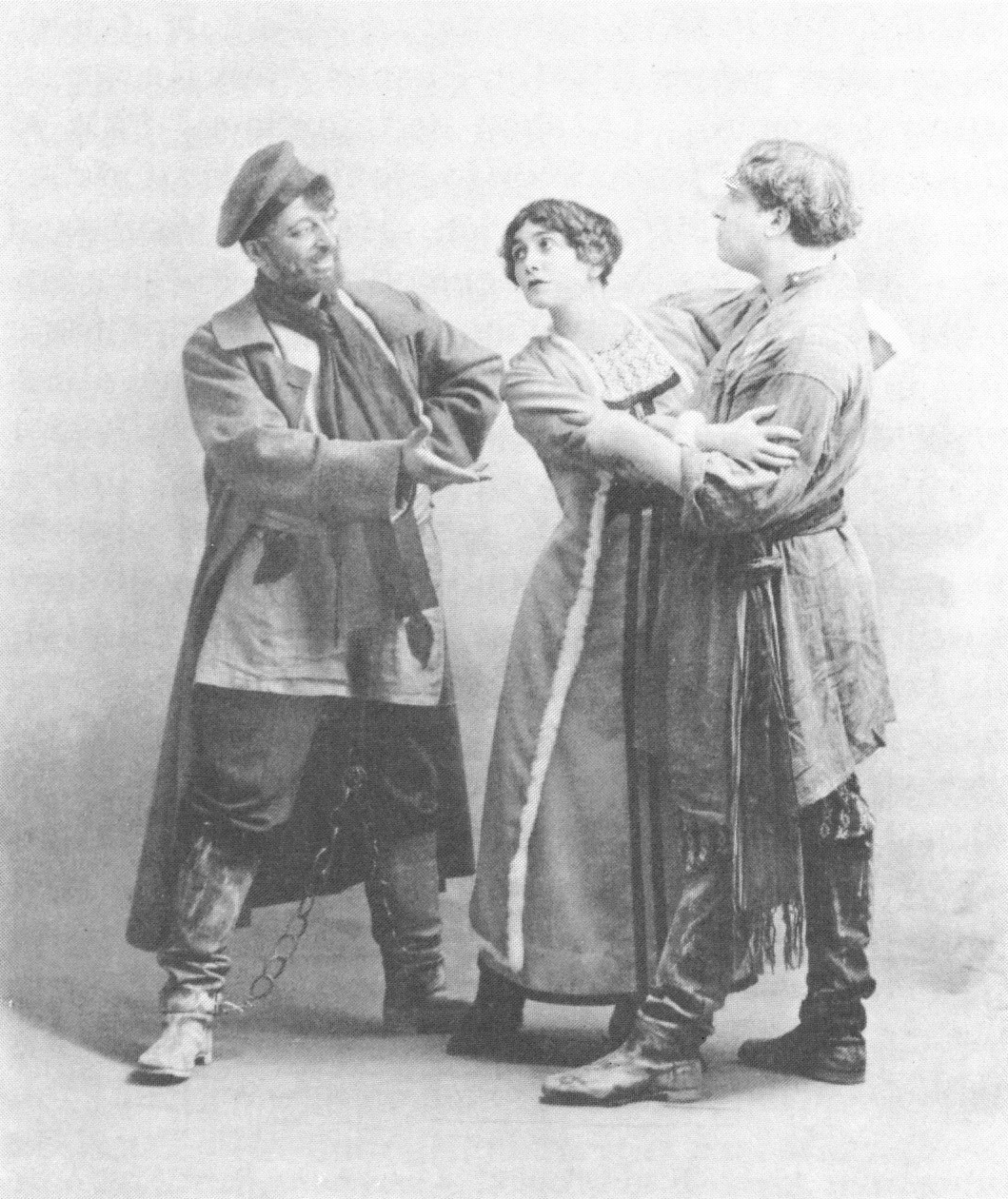
Umberto Giordano - Siberia - scene from the 3. act - Paris 1911 Gleby: Henri Dangès Stephana: Lina Cavalieri Vassili: Lucien Muratore

Sibéria é uma ópera em três atos com música de Umberto Giordano e libreto de Luigi Illica. Foi composta entre 1901 e 1903 sendo a sétima ópera de Giordano. Estreou no Teatro alla Scala em Milão no dia 19 de dezembro de 1903.
Foi revisada em 1927 e novamente em 1947. Com esta ópera Giordano entrou para o repertório regular da Ópera de Paris, sendo o primeiro italiano a conseguir este feito desde Giuseppe Verdi em 1870.